# Liste britisch-portugiesischer Städte- und Gemeindepartnerschaften
Diese Liste portugiesisch-britischer Städte- und Gemeindepartnerschaften führt die Städte- und Gemeindefreundschaften zwischen Portugal und dem Vereinigten Königreich auf.
Seit 1984 wurden 14 Partnerschaften zwischen britischen und portugiesische Kommunen begründet oder angebahnt (Stand 2013).

## Liste der Städtepartnerschaften und -freundschaften
| Britischer Ort              | Portugiesischer Ort     | Seit | Anmerkung                                           |
| --------------------------- | ----------------------- | ---- | --------------------------------------------------- |
| Avon                        | Tondela                 |      | seit 1998 in Anbahnung                              |
| Barton-upon-Humber          | Gondomar                | 1993 |                                                     |
| Bristol                     | Porto                   | 1984 |                                                     |
| Desborough                  | Samuel                  | 1989 | im Rahmen der European Charter – Villages of Europe |
| Fife                        | Albufeira               | 1996 |                                                     |
| Gibraltar                   | Funchal                 | 2009 |                                                     |
| Halton                      | Leiria                  | 1997 |                                                     |
| Lancaster                   | Viana do Castelo        | 1989 |                                                     |
| Lowestoft                   | Baixa da Banheira       | 1994 |                                                     |
| Pontypool                   | Condeixa-a-Nova         | 1999 |                                                     |
| Saint Helier (Insel Jersey) | Funchal (Insel Madeira) | 2008 |                                                     |
| Sherborne                   | Sesimbra                | 1989 | im Rahmen der Douzelage                             |
| Somerset                    | Santarém                |      | Kooperationsabkommen                                |
| Wellington                  | Torres Vedras           | 1998 |                                                     |